# جیمز گلیک
جیمز گلیک (انگلیسی: James Gleick؛ زادهٔ ۱ اوت ۱۹۵۴) یک نویسنده، روزنامه‌نگار، و زندگی‌نامه‌نویس اهل ایالات متحده آمریکا است. نوشته‌های او موضوعات پیچیده را با استفاده از تکنیک‌های روایت غیر داستانی مطرح می‌کنند. او را «یکی از بهترین نویسندگان علمی همهٔ زمان‌ها» توصیف کرده‌اند.
گلیک نویسندهٔ دو کتاب پرفروش بین‌المللی آشوب: بنیان یک علم نو (انگلیسی: Chaos: Making a New Science) و اطلاعات: یک تاریخچه، یک نظریه، یک سیلاب (انگلیسی: The Information: A History, a Theory, a Flood) است. سه تا از کتاب‌های او نامزد نهایی جایزه پولیتزر و جایزه کتاب ملی بوده‌اند.